# SK Sokol Lipovec
Sportovní klub Sokol Lipovec je český fotbalový klub, který sídlí v Lipovci na Blanensku v Jihomoravském kraji. Založen byl roku 1946 jako SK Lipovec. Od sezony 2022/23 hraje Okresní přebor Blanenska (8. nejvyšší soutěž).
Největším úspěchem klubu je účast ve třech ročnících nejvyšší jihomoravské soutěže (1992/93–1994/95), přičemž nejlépe se umístil na 9. místě v sezoně 1993/94.
V Lipovci začínal mj. Jan Sedlák, který v nejvyšší soutěži debutoval v dresu Zbrojovky Brno.

## Historické názvy
- 1946 – SK Lipovec (Sportovní klub Lipovec)
- 1949 – JTO Sokol Lipovec (Jednotná tělovýchovná organisace Sokol Lipovec)
- 1953 – DSO Sokol Lipovec (Dobrovolná sportovní organisace Sokol Lipovec)
- 1957 – TJ Sokol Lipovec (Tělovýchovná jednota Sokol Lipovec)
- 1990 – TJ Lipovec (Tělovýchovná jednota Lipovec)
- 1993 – SK Sokol Lipovec (Sportovní klub Sokol Lipovec)
- 2020 – SK Sokol Lipovec, z. s. (Sportovní klub Sokol Lipovec, zapsaný spolek)

## Stručná historie kopané v Lipovci
Fotbalový oddíl v Lipovci vznikl po druhé světové válce v roce 1946. Zakladatelem klubu byl Oldřich Vintr.
V sezoně 1971/72 klub poprvé postoupil do Okresního přeboru Blanenska, v ročníku 1973/74 v něm zvítězil a probojoval se poprvé v historii do krajských soutěží. Ve své úvodní sezoně v I. B třídě Jihomoravského kraje – sk. D obsadil 8. místo ze 14 účastníků. V sezoně 1978/79 se klubu podařilo svou skupinu I. B třídy vyhrát a slavil tak historický postup do I. A třídy Jihomoravského kraje.
V červenci 1981 se poprvé v historii lipovecké kopané konal zahraniční zájezd do východoněmeckého Gnandsteinu. Součástí zájezdu byla prohlídka lipského Zentralstadionu pro 100 000 diváků a nedělní fotbalové utkání s místním Gnandsteinem, ve kterém Lipovečtí zvítězili 4:1.
Na podzim 1983 vzniklo B-mužstvo, které začalo hrát okresní soutěže.
V sezoně 1991/92 vyhráli Lipovečtí I. A třídu a postoupili do Jihomoravského župního přeboru, ve kterém působili v sezonách 1992/93–1994/95, přičemž nejlépe se klub umístil na 9. místě v sezoně 1993/94.
V sezoně 2000/01 mužstvo po 27 letech vypadlo z krajských soutěží a sestoupilo do Okresního přeboru Blanenska. Od sezony 2011/12 bylo opět účastníkem krajských soutěží, avšak po sezoně 2021/22 sestoupil do okresního přeboru.

## Zázemí klubu
První fotbalové hřiště se nacházelo za bývalou hospodou „Na Červené“, mělo však neregulerní rozměry. V 60. letech 20. století stoupaly nároky na sportovní činnost, proto bylo hřiště po dohodě s JZD Lipovec přebudováno.
Se stavbou sportovního areálu se začalo na podzim roku 1973. V sobotu 14. srpna 1976 bylo otevřeno nové travnaté fotbalové hřiště. Součástí slavnostního dne bylo první utkání na novém hřišti mezi A-mužstvem Lipovce a kompletní prvoligovou Zbrojovkou Brno, kterou čerstvě vedl Josef Masopust. Lipovec v tomto utkání podlehl 1:15, když čestný úspěch domácích zaznamenal Josef Zouhar.
Roku 1983 se začalo za sokolovnou se stavbou sociálního zařízení, včetně skladu a dalších prostor pro tělovýchovnou jednotu. Byl zbudován také taneční parket a asfaltový tenisový kurt.
V sezóně 1984/85 odehráli fotbalisté většinu svých utkání na náhradním hřišti v nedaleké Otinovsi. Důvodem bylo částečné odvodnění a po čtyřech letech znovuzatravnění fotbalového hřiště.
U příležitosti otevření areálu za sokolovnou v roce 1985 se na zrenovovaném travnatém hřišti nejprve uskutečnilo utkání „starých" pánů Lipovce a Vavřince. Vyvrcholením tohoto odpoledne bylo střetnutí lipoveckého A-mužstva s internacionály pražské Slavie, které skončilo vítězstvím hostů v poměru 2:5.

## Umístění v jednotlivých sezonách
Stručný přehled
- 1971–1974: Okresní přebor Blanenska
- 1979–1980: I. A třída Jihomoravského kraje – sk. A
- 1991–1992: I. A třída Jihomoravské župy – sk. A
- 1992–1995: Jihomoravský župní přebor
- 1995–1996: I. A třída Jihomoravské župy – sk. A
- 1996–1997: I. B třída Jihomoravské župy – sk. B
- 1997–2000: I. B třída Jihomoravské župy – sk. C
- 2000–2001: I. B třída Jihomoravské župy – sk. B
- 2001–2008: Okresní přebor Blanenska
- 2008–2010: I. B třída Jihomoravského kraje – sk. A
- 2010–2011: Okresní přebor Blanenska
- 2011–2014: I. B třída Jihomoravského kraje – sk. A
- 2014–2015: I. A třída Jihomoravského kraje – sk. A
- 2015–2022: I. B třída Jihomoravského kraje – sk. A
- 2022– : Okresní přebor Blanenska

Jednotlivé ročníky
Legenda: Z – zápasy, V – výhry, R – remízy, P – porážky, VG – vstřelené góly, OG – obdržené góly, +/− – rozdíl skóre, B – body, červené podbarvení – sestup, zelené podbarvení – postup, fialové podbarvení – reorganizace, změna skupiny či soutěže
| Československo (1972–1993) |                                         |        |    |     |     |     |     |     |     |    |        |
| Sezóny                     | Liga                                    | Úroveň | Z  | V   | R   | P   | VG  | OG  | +/− | B  | Pozice |
| 1972/73                    | Okresní přebor Blanenska                | 8      | 22 | ... | ... | ... | 48  | 26  | +22 | 30 | 2.     |
| 1973/74                    | Okresní přebor Blanenska                | 8      | 22 | ... | ... | ... | 53  | 25  | +28 | 31 | 1.     |
| 1974/75                    | I. B třída Jihomoravského kraje – sk. D | 7      | 26 | ... | ... | ... | ... | ... | ... |    |        |
| 1975/76                    | I. B třída Jihomoravského kraje – sk. D | 7      | 26 | 9   | 4   | 13  | 39  | 54  | −15 | 22 | 11.    |
| 1976/77                    | I. B třída Jihomoravského kraje – sk. D | 7      | 26 | ... | ... | ... | ... | ... | ... |    |        |
| 1977/78                    | I. B třída Jihomoravského kraje – sk. D | 6      | 26 | ... | ... | ... | ... | ... | ... |    |        |
| 1978/79                    | I. B třída Jihomoravského kraje – sk. D | 6      | 26 | ... | ... | ... | ... | ... | ... |    | 1.     |
| 1979/80                    | I. A třída Jihomoravského kraje – sk. A | 5      | 30 | 10  | 6   | 14  | 43  | 64  | −21 | 26 | 14.    |
| ...                        |                                         |        |    |     |     |     |     |     |     |    |        |
| 1991/92                    | I. A třída Jihomoravské župy – sk. A    | 6      | 26 | 15  | 7   | 4   | 49  | 28  | +21 | 37 | 1.     |
| 1992/93                    | Jihomoravský župní přebor               | 5      | 26 | 5   | 8   | 13  | 28  | 53  | −25 | 18 | 13.    |
| Česko (1993– )             |                                         |        |    |     |     |     |     |     |     |    |        |
| Sezóna                     | Liga                                    | Úroveň | Z  | V   | R   | P   | VG  | OG  | +/− | B  | Pozice |
| 1993/94                    | Jihomoravský župní přebor               | 5      | 30 | 10  | 11  | 9   | 35  | 39  | −4  | 31 | 9.     |
| 1994/95                    | Jihomoravský župní přebor               | 5      | 30 | 5   | 4   | 21  | 28  | 86  | −58 | 19 | 16.    |
| 1995/96                    | I. A třída Jihomoravské župy – sk. A    | 6      | 26 | 3   | 7   | 16  | 28  | 63  | −35 | 16 | 14.    |
| 1996/97                    | I. B třída Jihomoravské župy – sk. B    | 7      | 26 | 10  | 5   | 11  | 32  | 43  | −11 | 35 | 7.     |
| 1997/98                    | I. B třída Jihomoravské župy – sk. C    | 7      | 26 | 8   | 7   | 11  | 33  | 44  | −11 | 31 | 10.    |
| 1998/99                    | I. B třída Jihomoravské župy – sk. C    | 7      | 26 | 11  | 1   | 14  | 47  | 52  | −5  | 34 | 8.     |
| 1999/00                    | I. B třída Jihomoravské župy – sk. C    | 7      | 26 | 9   | 4   | 13  | 23  | 40  | −17 | 31 | 10.    |
| 2000/01                    | I. B třída Jihomoravské župy – sk. B    | 7      | 26 | ... | ... | ... | ... | ... | ... |    |        |
| 2001/02                    | Okresní přebor Blanenska                | 8      | 26 | ... | ... | ... | ... | ... | ... |    |        |
| 2002/03                    | Okresní přebor Blanenska                | 8      | 26 | 13  | 5   | 8   | 43  | 23  | +20 | 44 | 4.     |
| 2003/04                    | Okresní přebor Blanenska                | 8      | 26 | 12  | 5   | 9   | 50  | 37  | +13 | 41 | 5.     |
| 2004/05                    | Okresní přebor Blanenska                | 8      | 26 | 13  | 8   | 5   | 64  | 34  | +30 | 47 | 3.     |
| 2005/06                    | Okresní přebor Blanenska                | 8      | 26 | 16  | 4   | 6   | 69  | 38  | +31 | 52 | 2.     |
| 2006/07                    | Okresní přebor Blanenska                | 8      | 26 | 11  | 7   | 8   | 52  | 49  | +3  | 40 | 7.     |
| 2007/08                    | Okresní přebor Blanenska                | 8      | 26 | 18  | 4   | 4   | 66  | 32  | +34 | 58 | 1.     |
| 2008/09                    | I. B třída Jihomoravského kraje – sk. A | 7      | 26 | 11  | 4   | 11  | 44  | 43  | +1  | 37 | 9.     |
| 2009/10                    | I. B třída Jihomoravského kraje – sk. A | 7      | 26 | 8   | 6   | 12  | 47  | 57  | −10 | 30 | 12.    |
| 2010/11                    | Okresní přebor Blanenska                | 8      | 26 | 17  | 4   | 5   | 75  | 29  | +46 | 55 | 1.     |
| 2011/12                    | I. B třída Jihomoravského kraje – sk. A | 7      | 26 | 11  | 3   | 12  | 50  | 47  | +3  | 36 | 8.     |
| 2012/13                    | I. B třída Jihomoravského kraje – sk. A | 7      | 26 | 10  | 5   | 11  | 42  | 47  | −5  | 35 | 10.    |
| 2013/14                    | I. B třída Jihomoravského kraje – sk. A | 7      | 26 | 18  | 4   | 4   | 66  | 27  | +39 | 58 | 1.     |
| 2014/15                    | I. A třída Jihomoravského kraje – sk. A | 6      | 26 | 5   | 8   | 13  | 46  | 57  | −11 | 23 | 14.    |
| 2015/16                    | I. B třída Jihomoravského kraje – sk. A | 7      | 26 | 13  | 2   | 11  | 72  | 51  | +21 | 41 | 4.     |
| 2016/17                    | I. B třída Jihomoravského kraje – sk. A | 7      | 26 | 15  | 1   | 10  | 58  | 45  | +13 | 46 | 3.     |
| 2017/18                    | I. B třída Jihomoravského kraje – sk. A | 7      | 26 | 10  | 6   | 10  | 49  | 44  | +5  | 36 | 7.     |
| 2018/19                    | I. B třída Jihomoravského kraje – sk. A | 7      | 26 | 9   | 7   | 10  | 51  | 50  | +1  | 34 | 9.     |
| 2019/20                    | I. B třída Jihomoravského kraje – sk. A | 7      | 13 | 4   | 4   | 5   | 25  | 26  | −1  | 16 | 10.    |
| 2020/21                    | I. B třída Jihomoravského kraje – sk. A | 7      | 9  | 4   | 1   | 4   | 24  | 23  | +1  | 13 | 5.     |
| 2021/22                    | I. B třída Jihomoravského kraje – sk. A | 7      | 26 | 8   | 1   | 17  | 51  | 76  | −25 | 25 | 13.    |
| 2022/23                    | Okresní přebor Blanenska                | 8      | 26 | 14  | 5   | 7   | 77  | 51  | +26 | 47 | 4.     |
| 2023/24                    | Okresní přebor Blanenska                | 8      |    |     |     |     |     |     |     |    |        |

Poznámky:
- 2019/20 a 2020/21: Tyto sezony byly ukončeny předčasně z důvodu pandemie covidu-19 v Česku.

## SK Sokol Lipovec „B“
SK Sokol Lipovec „B“ byl rezervním mužstvem Lipovce, které se pohybovalo v okresních soutěžích Blanenska. Založeno bylo v roce 1983 a zaniklo na podzim 1995.

### Umístění v jednotlivých sezonách
Stručný přehled
- 1983–1984: Okresní přebor Blanenska – sk. A
- 1993–1994: Okresní soutěž Blanenska
- 1994–1995: Okresní přebor Blanenska

Jednotlivé ročníky
Legenda: Z – zápasy, V – výhry, R – remízy, P – porážky, VG – vstřelené góly, OG – obdržené góly, +/− – rozdíl skóre, B – body, červené podbarvení – sestup, zelené podbarvení – postup, fialové podbarvení – reorganizace, změna skupiny či soutěže
| Československo (1983–1993) |                                  |        |                                                                   |                                                                   |                                                                   |                                                                   |                                                                   |                                                                   |                                                                   |                                                                   |                                                                   |                                                                   |                                                                   |
| Sezóny                     | Liga                             | Úroveň | Z                                                                 | V                                                                 | R                                                                 | P                                                                 | VG                                                                | OG                                                                | +/−                                                               | B                                                                 | Pozice                                                            |                                                                   |                                                                   |
| 1983/84                    | Okresní přebor Blanenska – sk. A | 7      | 18                                                                | 7                                                                 | 1                                                                 | 10                                                                | 40                                                                | 42                                                                | −2                                                                | 15                                                                | 6.                                                                |                                                                   |                                                                   |
| ...                        |                                  |        |                                                                   |                                                                   |                                                                   |                                                                   |                                                                   |                                                                   |                                                                   |                                                                   |                                                                   |                                                                   |                                                                   |
| Česko (1993–1995)          |                                  |        |                                                                   |                                                                   |                                                                   |                                                                   |                                                                   |                                                                   |                                                                   |                                                                   |                                                                   |                                                                   |                                                                   |
| Sezóna                     | Liga                             | Úroveň | Z                                                                 | V                                                                 | R                                                                 | P                                                                 | VG                                                                | OG                                                                | +/−                                                               | B                                                                 | Pozice                                                            |                                                                   |                                                                   |
| 1993/94                    | Okresní soutěž Blanenska         | 9      | 26                                                                | ...                                                               | ...                                                               | ...                                                               | 61                                                                | 37                                                                | +24                                                               | 38                                                                | 1.                                                                |                                                                   |                                                                   |
| 1994/95                    | Okresní přebor Blanenska         | 8      | 26                                                                | 8                                                                 | 3                                                                 | 15                                                                | 38                                                                | 65                                                                | −27                                                               | 19                                                                | 12.                                                               |                                                                   |                                                                   |
| 1995/96                    | Okresní přebor Blanenska         | 8      | B-mužstvo se po podzimu odhlásilo a jeho výsledky byly anulovány. | B-mužstvo se po podzimu odhlásilo a jeho výsledky byly anulovány. | B-mužstvo se po podzimu odhlásilo a jeho výsledky byly anulovány. | B-mužstvo se po podzimu odhlásilo a jeho výsledky byly anulovány. | B-mužstvo se po podzimu odhlásilo a jeho výsledky byly anulovány. | B-mužstvo se po podzimu odhlásilo a jeho výsledky byly anulovány. | B-mužstvo se po podzimu odhlásilo a jeho výsledky byly anulovány. | B-mužstvo se po podzimu odhlásilo a jeho výsledky byly anulovány. | B-mužstvo se po podzimu odhlásilo a jeho výsledky byly anulovány. | B-mužstvo se po podzimu odhlásilo a jeho výsledky byly anulovány. | B-mužstvo se po podzimu odhlásilo a jeho výsledky byly anulovány. |